# Flughafen Potosí

i7
i11
i13
Der Flughafen Capitán Nicolás Rojas ist der Flughafen der Stadt Potosí im Hochland Boliviens. Er liegt 6 km nordöstlich der Stadt auf 3935 Meter ü. N.N. Die Lage in großer Höhe und das bergige Gelände um den Flughafen stellen besonders hohe Anforderungen an den Flugbetrieb und erlauben nur das Landen von kleineren Flugzeugen und das Anfliegen bei guten Sicht- und Windverhältnissen. Aus diesen Gründen ist ein Neubau des Flughafens mit einer längeren Landebahn im Gespräch. Aus der Stadt kommen sogar Forderungen nach einem internationalen Flughafen, um den Tourismus zu fördern, allerdings haben sich erst in den Jahren seit 2015 die ersten stabilen Flugverbindungen in andere bolivianische Städte etabliert. So gab es mit 2017 täglich einen Flug von und nach Cochabamba sowie einen Flug von La Paz über Potosí nach Santa Cruz. Mit Stand 2020 wurde der Flughafen wegen technischer Beanstandungen seitens der Aufsichtsbehörden nicht mehr angeflogen, Mitte 2021 konnten die Flüge wieder aufgenommen werden. Mit Stand Juni 2022 finden drei Flüge pro Woche von und nach Cochabamba statt.